# Katedra w St Andrews
Katedra św. Andrzeja w St Andrews (ang.: Cathedral of St Andrew lub St Andrews Cathedral, gael.: Cathair-eaglais an Naoimh Anndra) to obecnie ruina XII-wiecznego katolickiego kościoła archikatedralnego, siedziby biskupa w latach 908-1472 i arcybiskupa w latach 1472-1559, w St Andrews (Fife) w Szkocji. Jej ruiny o długości ponad 100 m i wysokości 30 m świadczą o niegdysiejszym ogromie tej budowli, która długo była najwyższym budynkiem Szkocji.

## Historia

### Początki
Nie wiadomo, kiedy w St Andrews zbudowano pierwszy kościół. Według przekazów już w VI wieku istniał tu ośrodek monastyczny, założony przez św. Kanizjusza. W VIII wieku król Piktów zbudował tu kościół św. Andrzeja. W X wieku miasto stało się centrum administracyjnym Kościoła katolickiego w Szkocji. Między 1050 i 1130 rokiem został tu prawdopodobnie zbudowany kościół św. Regulusa. Zgodnie z tradycją, mnich Regulus w roku 345 przywiózł z Grecji do miasta Kilrymont (gael.: Cill Rìmhinn) relikwie apostoła Andrzeja (ang. Andrew) i to było przyczyną zmiany nazwy miasta na St Andrews.
Kościół św. Regulusa szybko okazał się zbyt mały dla mnichów i pielgrzymów, którzy przybywali tłumnie do relikwii świętego Andrzeja. Kościół został więc znacznie rozbudowany w 1144 r. To też okazało się niewystarczające, dlatego zdecydowano o budowie nowego kościoła w pobliżu. Budowę rozpoczęto w 1158 r. i trwała ona ponad 100 lat. Tak powstała Katedra St Andrews. Obok niej wzniesiono klasztor augustianów (którzy zastąpili tu wcześniejsze zgromadzenie mnichów celtyckich). Nowa katedra w stylu normandzkim była ogromną budowlą na planie krzyża, długość jej nawy wynosiła ponad 109 m, a więc tylko nawy w największych angielskich katedrach w York i Durham były od niej dłuższe. Oprócz najwyższej wieży centralnej, katedra miała 6 wież bocznych o wysokości 30 m (3 z nich przetrwały do dziś).
5 lipca 1318 r. w obecności króla Roberta I i biskupa Williama Lambertona uroczyście konsekrowano katedrę. Pożar w 1378 r. spowodował kolejne prace budowlane, zakończone w 1440 r.

### Reformacja
W dniu 11 czerwca 1559 r. kalwiński reformator John Knox wygłosił kazanie w innym kościele miasta, wzywając słuchaczy do rozprawy z "bałwochwalstwem". W rezultacie sfanatyzowany tłum wdarł się do katedry i zniszczył w niej całe wyposażenie, w tym bezcenne dzieła sztuki sakralnej, i rozbił witraże. Przypuszczalnie wówczas zniszczono też relikwie św. Andrzeja. Potem zdarto pokrycie dachu, powodując szybką degradację budowli. Pod koniec XVI wieku zawaliła się wieża centralna, niszcząc całkowicie środkową część katedry. Następnie ruiny były wykorzystywane jako źródło materiałów budowlanych.

### Obecnie
Aż do 1826 r. nie zrobiono nic by zabezpieczyć ruinę. Dopiero potem podjęto prace remontowo-zabezpieczające, jednak do tego czasu zniknęła większość budowli oraz przylegający do niej klasztor. Do dzisiaj w najlepszym stanie zachował się tylko kościół św. Regulusa. Cały obiekt został uznany za zabytek i jest jedną z największych atrakcji turystycznych Szkocji. Obok mieści się muzeum, gromadzące znaleziska archeologiczne z terenu katedry; do najcenniejszych należy piktyjski tzw. "Sarkofag św. Andrzeja" z ok. VIII wieku.

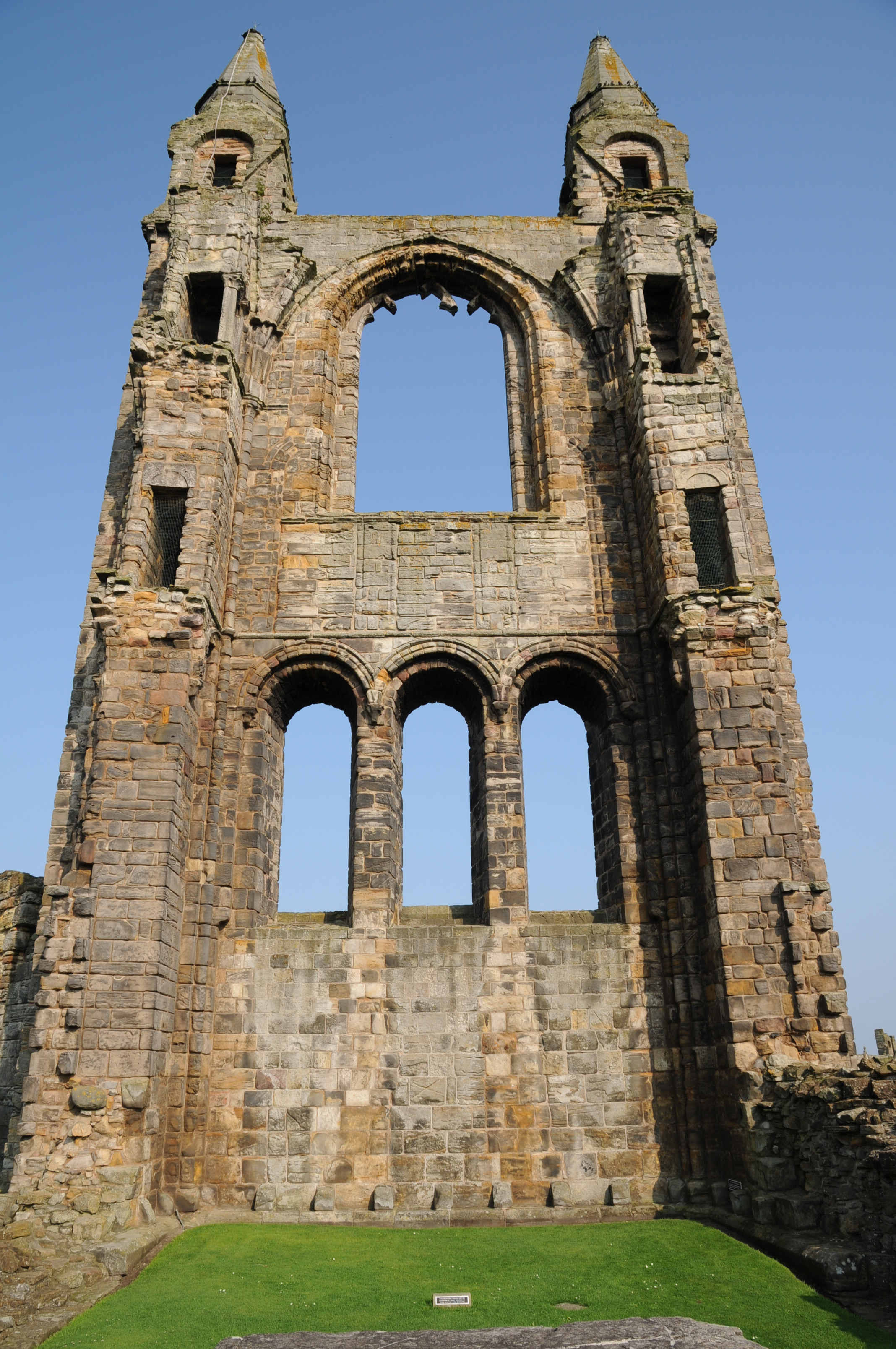
Miejsce, gdzie znajdował się ołtarz główny z relikwiarzem św. Andrzeja
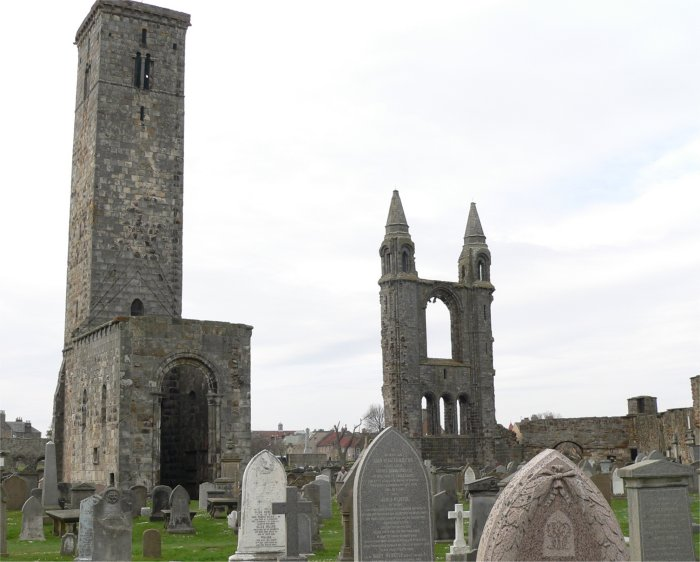
Kościół św. Regulusa obok katedry
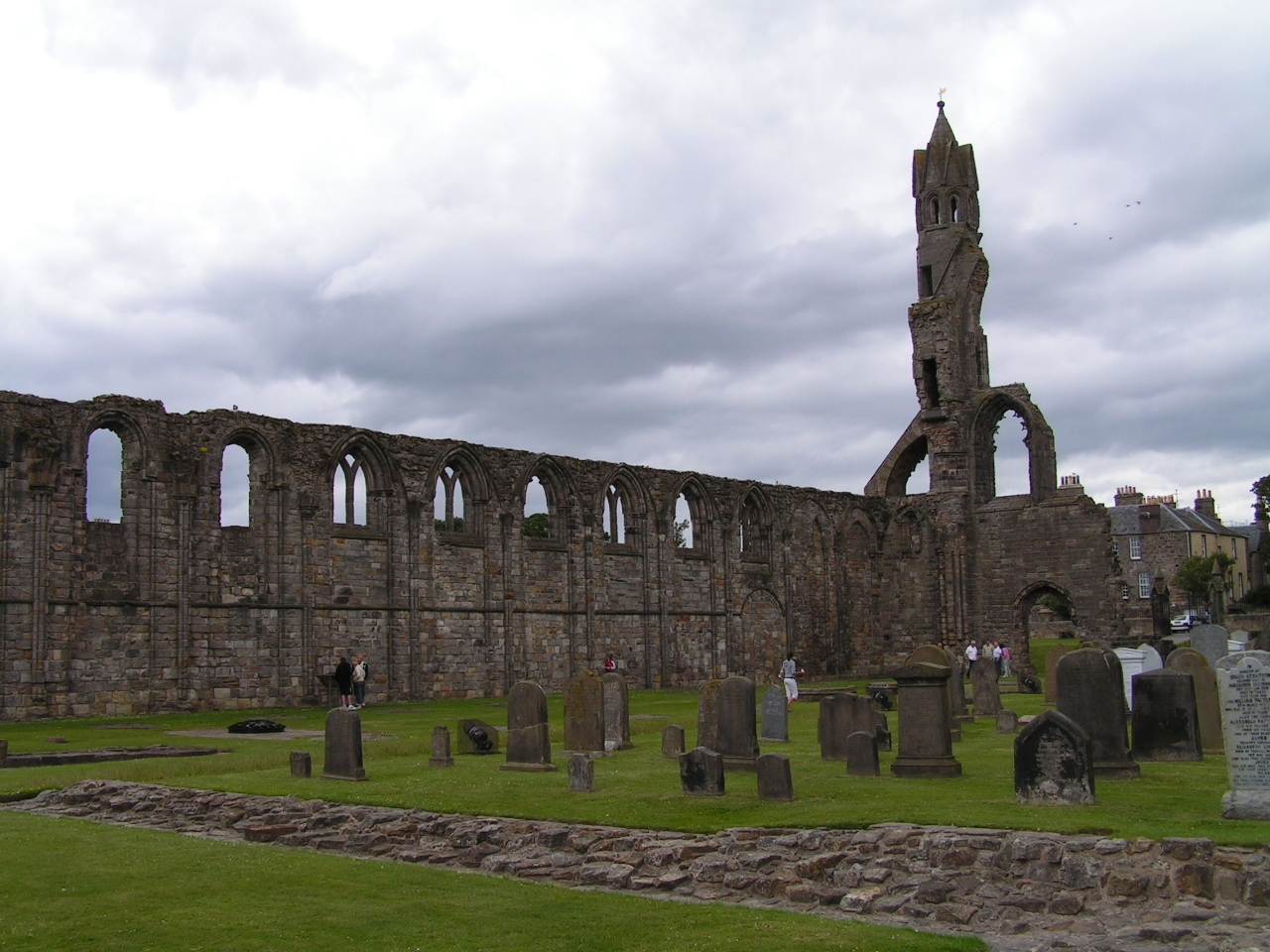
Ściana boczna katedry
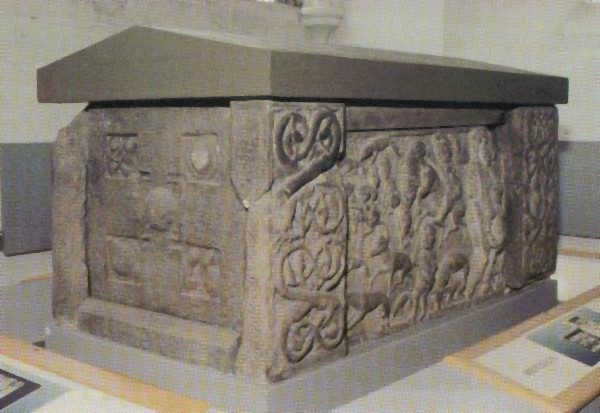
Sarkofag św. Andrzeja